# Jeseník
Jeseník (do roku 1947 Frývaldov, německy Freiwaldau) je město v okrese Jeseník v Olomouckém kraji, 71 km severně od Olomouce na soutoku Bělé a Staříče. Žije zde přibližně 10 tisíc obyvatel a katastrální výměra je asi 38 km². Je největším městem v české části historického území Niského knížectví.

## Poloha
Město Jeseník administrativně sousedí na severu s obcemi Mikulovice a Česká Ves, na západě s obcí Lipová-lázně, na jihu s obcí Bělá pod Pradědem a na východě s městem Zlaté Hory. Od krajského města Olomouc je vzdáleno 69,5 km vzdušnou čarou, ovšem po silnici je to přes 100 km.
Geomorfologicky patří Jeseník k provincii Česká vysočina, subprovincii krkonošsko-jesenické (sudetské), oblasti jesenické (východosudetské), na rozhraní geomorfologického celku Rychlebské hory (podcelek Sokolský hřbet), geomorfologického celku Hrubý Jeseník (podcelek Medvědská hornatina) a geomorfologického celku Zlatohorská vrchovina (podcelky Bělská pahorkatina a Rejvízská hornatina). Nejvyšší hory jsou v jihovýchodním cípu katastru – Velké Bradlo (1051 m n. m.) a Srnčí vrch (1026 m n. m.).
Území Jeseníku patří do povodí Odry, resp. Kladské Nisy. Jeseníkem protéká severním směrem Bělá, do které ve městě ústí ze západní strany potok Staříč. V Bukovicích přijímá Bělá z východu Vrchovištní potok, který odvodňuje rejvízská rašeliniště. V okolí Lázní Jeseník se nachází řada pramenů jesenické soustavy, zejména Rumunský, Bezručův, Žofiin, Slovanský, Rudolfův, Pražský, Polský, Mariin. Další se nacházejí na východ od města: např. prameny Anglický, Řecký, Turistický, Eduardův, Svornosti a Diana.
Území města pokrývá z téměř 20 % zemědělská půda (5 % orná půda, 12,5 % louky a pastviny), z téměř 62 % les a ze 17,5 % zastavěné a ostatní (např. průmyslové) plochy.

## Název
Od svého počátku se Jeseník nazýval Freiwalde (v nejstarším dokladu z 1267 Vriwald), což je založeno na německém spojení im freien Walde („ve svobodném lese“), ovšem některé zdroje také uvádějí výklad Frei vom Valde („místo zbavené lesa”). V 17. století jméno získalo příponu -au pocházející z hau („mýtina“), kterou měla jiná místní jména na Jesenicku. V češtině se od 19. století používalo jméno Frejvaldov, v 1. polovině 20. století Frývaldov, po druhé světové válce bylo jméno změněno na dnešní podle polohy u jesenického pohoří. Polské jméno je Jesionik, dříve se v polštině používala jména Frywałd, Frajwald, Frywałdów.

## Historie

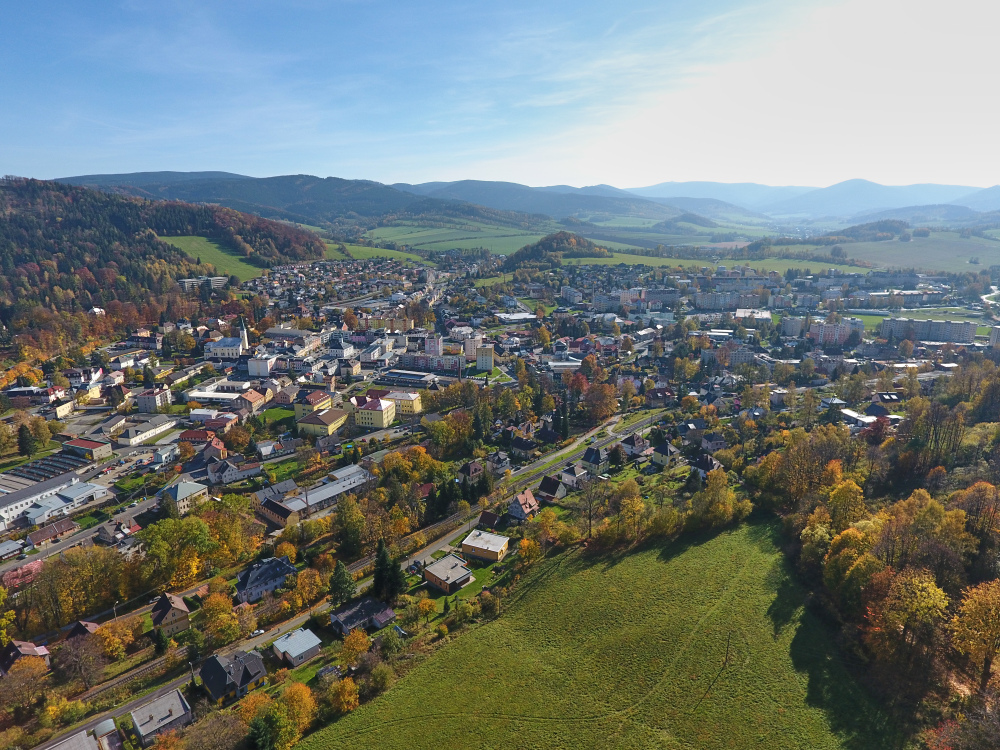
Letecký pohled na město z Muzikantské stezky

### Do třicetileté války
První zmínka o Jeseníku pochází z roku 1267, kdy se v latinském pramenu cituje jako Vriwald (později Vrowald, Vrienwalde, Freynwalde), tedy místo zbavené lesa. Mezi lety 1284 a 1295 se stal městem. Jedním z důvodů byla strategická poloha na soutoku říček Staříče a Bělé, kde se rovněž cesta vedoucí ze Slezska na Moravu větvila k Ramzovskému a Červenohorskému sedlu. Toto místo již nejpozději roku 1284 střežil zdejší hrad, patřící vratislavskému biskupovi. Dalším důvodem byla naleziště železné rudy v okolí: z roku 1326 pochází první zmínka o zpracovávání železné rudy hned v třinácti hamrech poblíž Jeseníku. Jeseník spolu s vesnicemi v širším okolí tedy vznikl plánovitou kolonizací vratislavských biskupů, kteří zdejší území získali roku 1199.
Součástí města byl od založení nepochybně i kostel s farou, ačkoli první zmínka o něm pochází z roku 1318. Stejně tak frývaldovský hrad musel jistě existovat již v roce 1284, kdy existoval "frývaldovský okruh" jako správní jednotka, výslovně se však zmiňuje až roku 1374. Jednalo se vlastně jen o vodní tvrz vybavenou - ještě koncem 17. století - padacím mostem. Ta existuje po několika přestavbách dosud a jako správní sídlo frývaldovského panství, později komplexu velkostatků, sloužila až do roku 1945.
V roce 1295 se poprvé připomíná městské fojtství, k němuž patřil i dvůr a postupně i vesnice Ves Frývaldov, Česká Ves, Široký Brod a Bukovice. Od roku 1378 je drželi Mušínové. Počátkem 15. století to byl Hynek Mušín z Hohenštejnu (tj. dnešní Hoštejn), který se však stal příznivcem husitství, a biskup mu proto rychtu roku 1422 odňal a udělil je Hanuškovi Mušínovi, Hynkovu bratranci. Vdova po něm Anna prodala roku 1463 fojtský statek Hynčíkovi ze Šilperka, po jehož smrti (1468) je od vdovy Barbory odkoupil biskup. Fojtský statek byl pak i s městem Frývaldovem zastavován a samostatně se naposledy uvádí roku 1547.
Město se brzy po založení hospodářsky rozvinulo. Již roku 1295 jsou připomínány první řemeslnické cechy, řeznický a pekařský. Z roku 1328 je první zmínka o těžbě a zpracování železa - tehdy povolil biskup Tomáš I. jakémusi Ludherovi postavit u města železný hamr. Ačkoli byla v 14. století železná ruda z Jeseníku prodávána až v Anglii, její těžba již koncem uvedeného století upadla a vylidnily se i hornické osady v okolí. Nový rozmach těžby železa, ale i stříbra a zlata, nastal v druhé polovině 15. století. V té době byl Jeseník s okolím udělován vratislavskými biskupy v léno. Za Jiřího z Poděbrad patřil Hynčíkovi ze Šilperka, od jehož vdovy jej biskup vykoupil roku 1468 a udělil dále roku 1478 Urbanu Stošovi, roku 1481 Baltazaru a Melicharovi z Močilnice, roku 1492 Pavlu Otweinovi, roku 1497 Linhartu Vogelovi.
Významné bylo udělení Jeseníku i s okolním panstvím roku 1506 Fuggerům, celoevropsky působícímu podnikatelskému rodu z Augšpurku, kteří zde rozvinuli důlní činnost. Téhož roku získalo město horní privilegia a obdrželo znak. Ložiska však byla buď brzy vyčerpána, nebo se ukázala jako nevýnosná, a Fuggerové ztratili o panství zájem. Roku 1547 je vratislavský biskup Baltazar z Promnic odkoupil zpět a z Jeseníku bylo nadále spravováno okolní biskupské panství. Těžba železa zůstala v okolí města až do konce 18. století, ale ve značně redukované podobě. Naopak se ve městě rozvíjelo řemeslo, o čemž svědčí řada cechovních privilegií z přelomu 16. a 17. století.
Za vlády Fuggerů se v Jeseníku prosadila reformace, přestože fara zůstávala pod patronátem biskupa, a teprve roku 1579 se zde podařilo dosadit opět katolického faráře (byť ženatého).

### 17. a 18. století

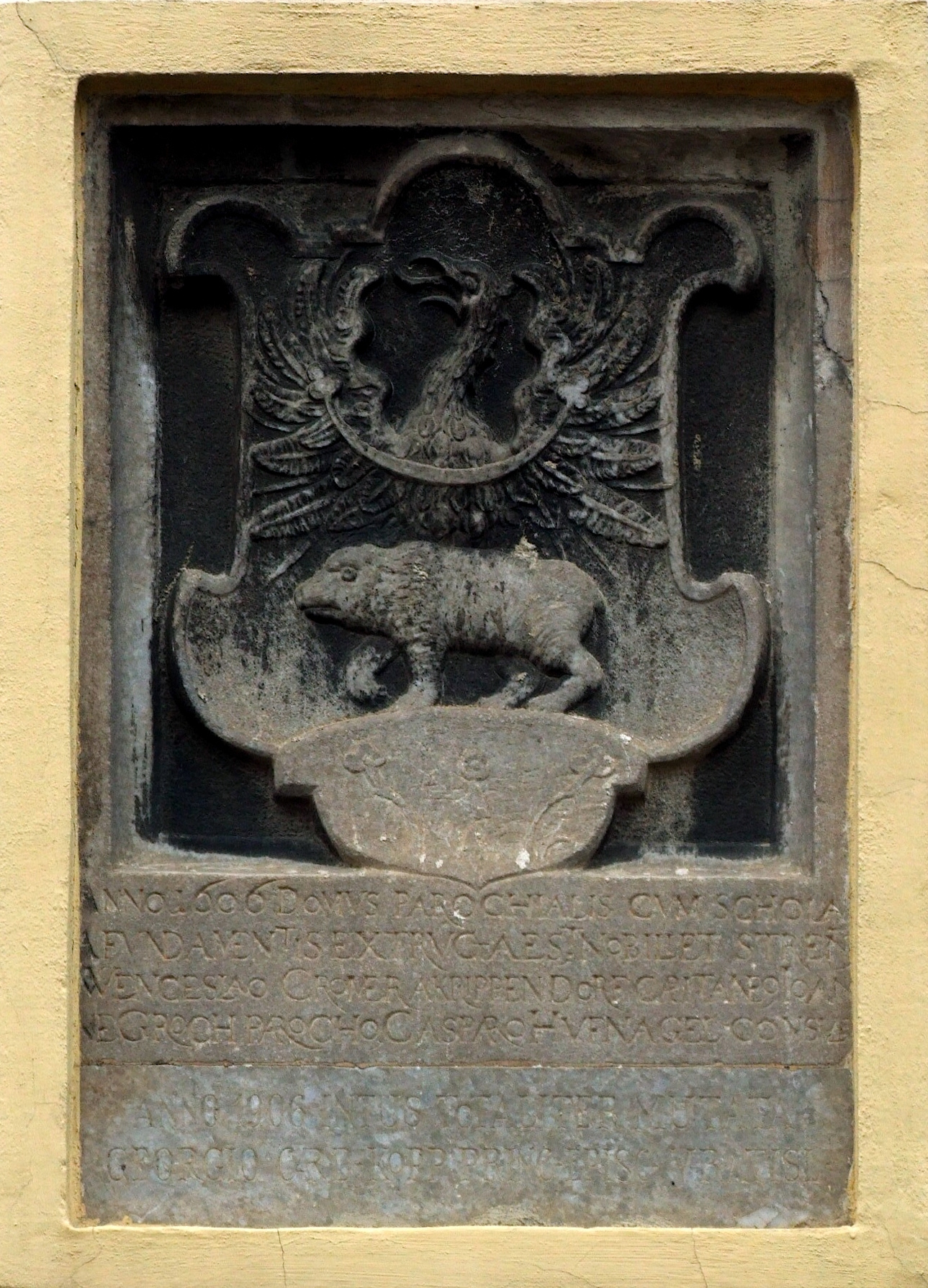
Znak města z roku 1606

Jako město ležící na významném vojenském tahu byl Jeseník v průběhu třicetileté války několikrát poškozen vojskem. V 17. století byl postižen i několika požáry, největším roku 1696. Přesto pokračoval hospodářský rozkvět města, zejména v textilních odvětvích (plátenictví), který byl ochromen až rozdělením Slezska roku 1742 a související ztrátou slezských trhů, dříve hlavního odběratele zdejší výroby. V té době rovněž město přišlo o horní právo a s tím spojené daňové výhody.
Rekatolizace v městě i okolí proběhla bez potíží (roku 1651 nejsou registrováni žádní nekatolíci), zato bylo zdejší panství postiženo dlouhotrvající a intenzivní vlnou čarodějnických procesů. Od prvního v roce 1622 do posledního roku 1684 si procesy, iniciované jak zástupci biskupa, tak jesenickými měšťany, vyžádaly jen v samotném Jeseníku asi 102 obětí. Spolu s o něco později zahájenými procesy na Šumpersku a Velkolosinsku se jedná o nejvýznamnější příklady "honu na čarodějnice" na území České republiky.
V roce 1741 zde žilo 234 měšťanů a 26 jich tvořilo nejzámožnější vrstvu. Po roce 1743 se zde nacházelo 227 domů. Náměstí získalo okázalý charakter s vybudovanou barokní radnicí v roce 1710.
V roce 1770 bylo v Jeseníku zřízeno římskokatolické arcikněžství, a to oddělením od arcikněžství Hlucholazy. To existuje v zásadě dosud, avšak roku 1946 bylo přeměněno na děkanát.
V letech 1773–1794 byl biskupským hejtmanem na Frývaldově hudební skladatel Karl Ditters von Dittersdorf.

### 19. a polovina 20. století
Po určitém útlumu zaznamenal Jeseník počátkem 19. století nový rozvoj, zejména průmyslový. Do Jeseníku přišli bratři Zuppanové, kteří tu roku 1770 zřídili podnik na konečnou úpravu plátna. Po nich manufaktura Augusta Lipperta začala vyrábět sukno. Počátkem 19. století se do popředí dostala výroba plátna. Roku 1822 založil místní podnikatel Adolf Raymann továrnu (firma Regenhart & Raymann) na jemné prádlo (damašku), která získala postavení na světových trzích a dominovala městskému hospodářství. Jeseník se tak stal významným průmyslovým centrem (a později i centrem dělnického hnutí). Toto postavení bylo na konci 19. století podtrženo napojením na významný železniční tah z Hanušovic do Hlucholaz (1888) a založení Blühdornovy továrny na rukavice (1890). Pro svůj hospodářský význam se Jeseník stal roku 1850 i sídlem politického a soudního okresu (tehdejší soudní okres byl ale menší než politický, až roku 1945 bylo do obvodu jesenického okresního soudu začleněno území zrušených soudních okresů v Cukmantlu, Javorníku a Vidnavě).
V této době se o rozvoj města a kraje zasloužily především lázně a první vodoléčebný ústav na světě, který založil Vincenz Priessnitz počátkem 20. let 19. století. Podle něho se také lázně jmenují Priessnitzovy a hlavní lázeňský pavilon Priessnitzovo sanatorium architekta Leopolda Bauera, který spolu se sanatoriem (pavilonem) Ripper nese jméno po významné osobnosti, která měla na vývoj lázní vliv. Dětský pavilon Karolina je pojmenován po dcerce Vincence Priessnitze, kterou nedokázal vyléčit a zemřela ve třech letech. Za zmínku stojí také druhý nejdůležitější pavilon Bezruč a samozřejmě Maryčka. Znakem lázní je lev.
Roku 1890 byla zřízena městská nemocnice, roku 1872 založena chlapecká a 1888 dívčí měšťanská škola, roku 1913 reálné gymnázium. Významným činitelem v jesenickém školství byl konvent voršilek, které se zde usadily v roce 1881 poté, co byly Bismarckovou politikou „kulturního boje“ vyhnány ze svého předchozího působiště ve Vratislavi. V Jeseníku postupně od roku 1888 zřídily klášterní a vzdělávací komplex zahrnující též obchodní a rodinnou školu. Své školy vedly do roku 1939, kdy jim byla vzdělávací činnost znemožněna. Po odsunu většiny sester byl konvent r. 1945 zrušen a poslední sestry odsud odešly roku 1948.
Pro evangelické (luteránské) věřící, kteří se vesměs přistěhovali do Jeseníku za prací z venkova, byl 13. října 1879 zřízen nejprve sbor filiální ke sboru v Holčovicích a roku 1883 samostatný sbor. V letech 1881–1883 byl vystavěn novorománský kostel za finančního přispění pruské princezny Marianny Oranžské, majitelky panství Bílá Voda. (Sbor byl zrušen roku 1945 a kostel a faru převzal nově zřízený farní sbor Českobratrské církve evangelické.)
Na konci 19. století se v oblasti začíná rozvíjet i cestovní ruch, dokladem je vybudování rozhledny na Zlatém chlumu (na území obce Česká ves, mimo Jeseníku) Moravskoslezským sudetským horským spolkem roku 1899. V roce 1913 bylo založeno Gymnázium Jeseník. Po roce 1918 se Jeseník stal, víceméně proti vůli svých obyvatel, součástí Československa. Československá armáda jej obsadila 19. ledna 1919. V Jeseníku jakožto středisku státní správy rychle vznikla početná česká menšina. Dominantní stranou mezi (z velké části dělnickým) obyvatelstvem byla německá sociální demokracie.

#### Frývaldovská stávka
22. listopadu 1931 došlo v okolí tehdejšího Frývaldova k nepokojům v důsledku propouštění a snižování mezd dělníků pracujících v kamenolomu a vápenkách. Propuštění převážně němečtí dělníci šli do stávky a následně za pomoci místních komunistů zorganizovali pochody demonstrantů do Frývaldova. Po dohodě s úřady byly sice pochody odvolány, ale ten ze Žulové a Vápenné přesto vyrazil. Hrstka asi 20 četníků je nejdříve zastavila u viaduktu, což průvod vyřešil tím, že viadukt obešel přes železniční trať nad viaduktem. Četníci proto poodjeli o cca 500 m a postavili kordón u tamější pošty za křižovatkou. Velitel vyšel vstříc a dělníkům oznámil, že průvod byl zakázán a o dalším se jedná. Následně dostal kamenem do obličeje a i četníci byli zasypáni sprškou kamení, posbíraném na trati. Četníci na tento incident reagovali střelbou do davu. Výsledkem bylo celkem 7 mrtvých a 12 těžce zraněných. Na pohřbu dělníků byl přítomen i pozdější československý prezident Klement Gottwald.

### Moderní dějiny
Od poloviny 30. let zde však nabírala na síle Sudetoněmecká strana. Jeseník s okolím byl bezprostředně po Mnichovské dohodě připojen k Německu a většina českých obyvatel město opustila. Naopak většinoví němečtí obyvatelé byli po konci druhé světové války v letech 1945–1947 vysídleni. V roce 1947 byl dosavadní Frývaldov přejmenován na Jeseník. Město v průběhu následujících čtyřiceti let ztratilo mnoho hodnotné historické zástavby, kterou nahradila panelová výstavba. Úlohu hospodářského střediska do značné míry ztratilo spolu se ztrátou statusu okresního města roku 1960, Jeseník poté patřil do okresu Šumperk.
K 1. lednu 1996 byl okres Jeseník obnoven. V červenci 1997 postihly Jeseník rozsáhlé povodně. Od roku 1997 se v Jeseníku koná soutěž posádek zdravotnických záchranných služeb Rallye Rejvíz. Jeseník je členem a sídlem Mikroregionu Jesenicko, svazku obcí vzniklého v roce 1999. Město je také od roku 1993 členem Sdružení měst a obcí Jesenicka (SMOJ), které tvoří obce okresu Jeseník, a od roku 1997 Euroregionu Praděd.

## Části města

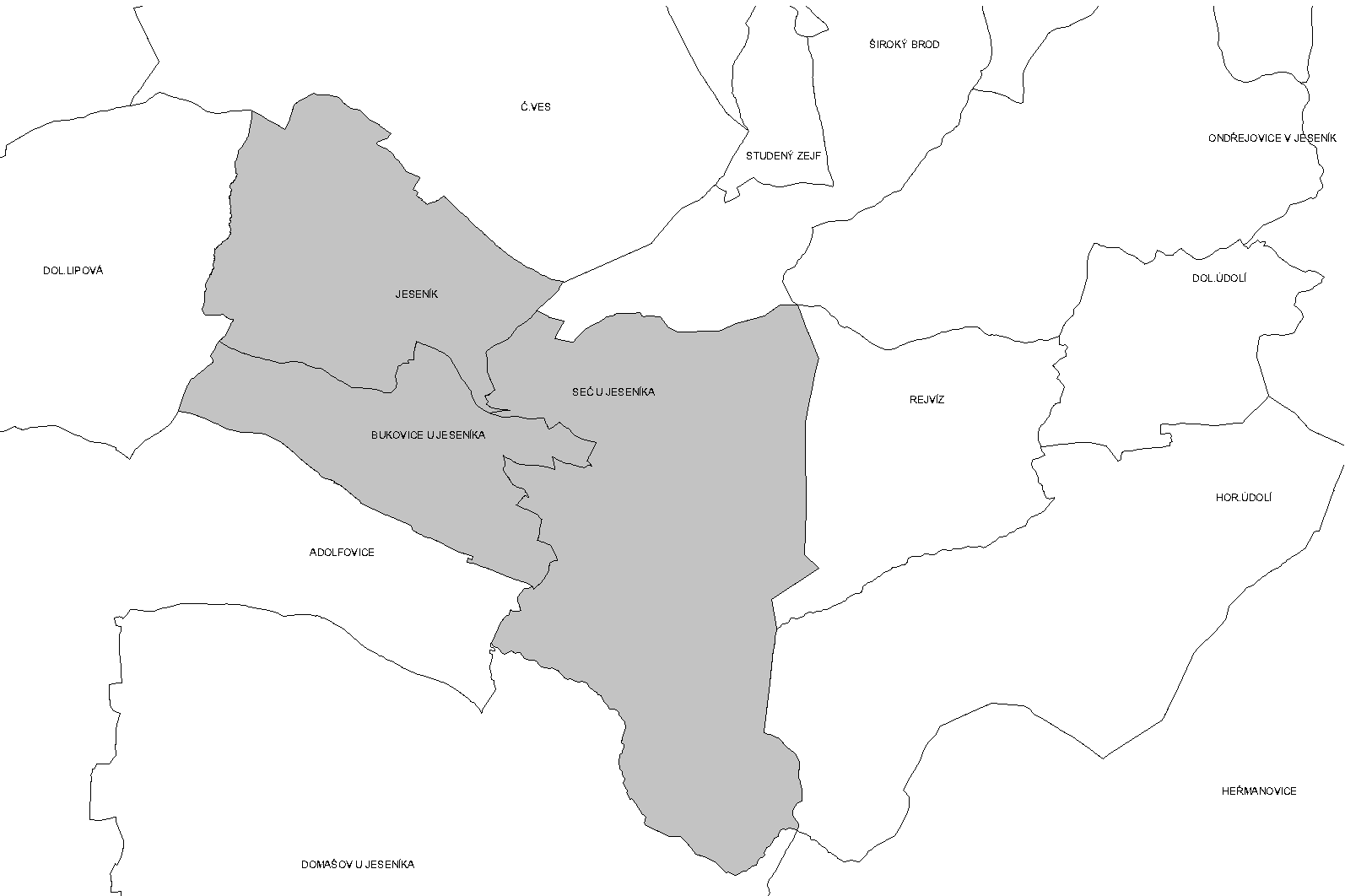
Katastrální území Jeseníku

Výše popisovaná historie před světovými válkami se týká především samotného Města Frývaldova (německy Freiwaldau Stadt).
Součástí Města Frývaldova byla od počátku osada Gräfenberk (německy Gräfenberg), roku 1947 přejmenovaná na Lázně Jeseník. Byla založena roku 1808 a původně se jmenovala Grabenberg nebo Gräbenberg stejně jako hora nad osadou zmiňovaná již roku 1716. Na honosnější Gräfenberg byla přejmenována až roku 1836, po vzniku lázní. V roce 1849 byla osadou Jeseníku, od roku 1868 jen místní částí. Malá část Gräfenberku / Lázní Jeseník se původně nacházela na katastru České Vsi.
Jižní předměstí Jeseníku, podél cesty směřující na Červenohorské sedlo, tvořilo samostatnou část (předměstí), která se díky svým privilegiím nazývala Svoboda (německy Freiheit). Poprvé je zmiňována již roku 1553, avšak právě na ni se patrně vztahují nejstarší zmínky o Vsi Frývaldově (již 1267), která byla na rozdíl od samotného města poddána frývaldovskému fojtovi. Zejména toto frývaldovské předměstí se za vlády Fuggerů stalo střediskem výroby příze a plátna a zdejší výrobky byly předmětem širokého mezinárodního obchodu. Počet obyvatel Svobody v roce 1836 dosahoval dvou třetin počtu obyvatel vlastního Frývaldova; to už ale její význam klesal. Od roku 1850 byla osadou Města Frývaldova a roku 1906 s ním byla jako první z frývaldovských předměstí zcela sloučena.
Ves Frývaldov (německy Freiwaldau Dorf) se nověji nazývala osada - v podstatě frývaldovské předměstí - na sever a na západ od Města Frývaldova směrem k Lipové, na sever od potoka Staříče. Jednalo se o tu část Frývaldova, na kterou se nevztahovala městská privilegia. Většina osídlení zde vznikla parcelací biskupských dvorů, dříve existovala jen tzv. Česká ulice vedoucí na sever směrem na Českou Ves. Po roce 1850 ztratilo rozlišování na město a ves právní význam a Ves Frývaldov se stala osadou Města Frývaldova, s nímž byla roku 1924 spojena v jedinou osadu s názvem Frývaldov.
Současně s tím byla s Frývaldovem sloučena i dříve samostatná osada Ditrichštejn (německy Dietrichstein), vzniklá roku 1796 parcelací panského dvora rovněž na západ od města, ale na jih od Staříče. V roce 1950 byla k Jeseníku připojena dosud samostatná obec Bukovice s osadami Dětřichov, Dlouhá Hora, Mýtinka, Pasíčka a Seč. 1. ledna 1976 byla s Jeseníkem sloučena obec Česká Ves, která se však 23. listopadu 1990 opět osamostatnila.
V současnosti tak má Jeseník tři části:
- Jeseník (k. ú. Jeseník)
- Bukovice (k. ú. Bukovice u Jeseníka)
- Dětřichov (k. ú. Seč u Jeseníka)

Základní sídelní jednotky: Dukelská, 9. května, Bobrovník, Bukovice, Dětřichov, Jeseník-střed, Kalvodova, Krameriova, Křížový vrch, Lázně Jeseník, Nad tratí, Náměstí Svobody, Nerudova, Pod Bukovickým vrchem, Seč, Smetanovy sady, U České Vsi, U nemocnice, U kasáren, U slunka, U vlečky, Vavřinec a Železná hora.

## Správní území
Jeseník byl dříve okresním městem, v současnosti je obcí s rozšířenou působností a pověřeným obecním úřadem. Okres Jeseník ale stále existuje a skládá se ze 24 obcí a je shodný s ORP. Působí zde také Okresní soud v Jeseníku i okresní státní zastupitelství.

## Správní vývoj
Správní příslušnost Jeseníka od roku 1848

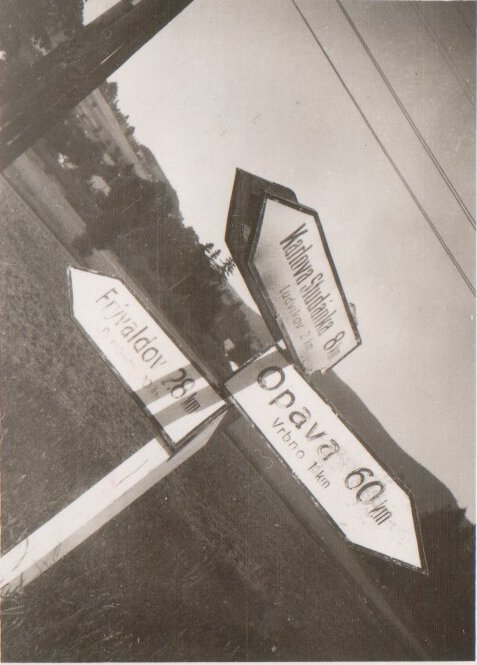
Křižovatka za mostem nad Bílou Opavou na západním okraji Vrbna pod Pradědem před rokem 1947 (tehdy byl Frývaldov přejmenován na Jeseník).

- 1848 vévodství slezské, kraj opavský, Nisské knížectví, panství Frývaldov
- od 1. ledna 1850 do roku 1855 vévodství slezské, politický okres Frývaldov, soudní okres Frývaldov
- od roku 1855 do roku 1868 vévodství slezské, smíšený okres Frývaldov
- od roku 1868 do 30. listopadu 1928 vévodství slezské / země slezská, politický okres Frývaldov, soudní okres Frývaldov
- od 1. prosince 1928 do 31. ledna 1949 země moravskoslezská, politický okres Frývaldov (od 1947 Jeseník), soudní okres Frývaldov (od 1947 Jeseník)
  - kromě: od 1. října 1938 do května 1945 "sudetoněmecká území", od 15. dubna 1939 jako říšská župa Sudety / Reichsgau Sudetenland; (od 1. května 1939) vládní obvod Opava / Regierungsbezirk Troppau; (od 20. listopadu 1938) Landkreis Freiwaldau, Amtsgericht Freiwaldau
  - od 31. května 1945 Slezská expozitura země Moravskoslezské
- od 1. ledna 1949 do 30. června 1960 Olomoucký kraj, okres Jeseník
- od 1. července 1960 do 31. prosince 1995 Severomoravský kraj, okres Šumperk
- od 1. ledna 1996 do 31. prosince 1999 Severomoravský kraj, okres Jeseník
- od 1. ledna 2000 Olomoucký kraj, okres Jeseník

## Obyvatelstvo

### Počet obyvatel
Počet obyvatel Jeseníku podle sčítání nebo jiných úředních záznamů:
Celé město Jeseník
| Rok            | 1836  | 1869  | 1880  | 1890  | 1900  | 1910  | 1921  | 1930   | 1939  | 1947  | 1950  | 1961  | 1970  | 1980   | 1991   | 2001   | 2011   |
| -------------- | ----- | ----- | ----- | ----- | ----- | ----- | ----- | ------ | ----- | ----- | ----- | ----- | ----- | ------ | ------ | ------ | ------ |
| Počet obyvatel | 3 697 | 7 149 | 7 799 | 8 435 | 8 718 | 9 242 | 8 956 | 10 584 | 9 788 | 7 129 | 8 583 | 8 914 | 9 957 | 12 342 | 13 039 | 12 700 | 11 897 |

1. ↑  z toho: 8 959 Němců a 1 281 Čechoslováků; 9 816 řím. kat., 301 evang., 121 čsl., 82 starokatol., 11 pravosl., 98 izrael., 146 bez vyzn.
2. ↑  z toho: 11 696 Čechů, 366 Slováků, 136 Němců, 39 Slezanů, 29 Poláků; 2 471 řím. kat., 68 čsl. hus., 142 evang., 36 pravosl., 8 728 bez vyzn.

Ve městě Jeseník je evidováno 1 849 adres : 1 808 čísel popisných (trvalé objekty) a 41 číslo evidenční (dočasné či rekreační objekty). Při sčítání lidu roku 2001 zde bylo napočteno 1 393 domů, z toho 1 322 trvale obydlených.
Samotný Jeseník (část města Jeseník)
| Rok            | 1836  | 1869  | 1880  | 1890  | 1900  | 1910  | 1921  | 1930  | 1939  | 1947  | 1950  | 1961  | 1970  | 1980   | 1991   | 2001   |
| -------------- | ----- | ----- | ----- | ----- | ----- | ----- | ----- | ----- | ----- | ----- | ----- | ----- | ----- | ------ | ------ | ------ |
| Počet obyvatel | 2 510 | 5 242 | 5 859 | 6 223 | 6 333 | 6 859 | 6 722 | 8 251 | 7 433 | 5 873 | 7 181 | 7 563 | 8 779 | 10 855 | 11 113 | 10 838 |

1. ↑  z toho: Frývaldov Město a Ves 1 422, Svoboda 904, Ditrichštejn 192
2. ↑  z toho: 6 055 Němců a 348 Čechoslováků,
3. ↑  z toho: Město Frývaldov a Svoboda 4 905, Ves Frývaldov 1 187, Ditrichštejn 630
4. ↑  z toho: 6 674 Němců a 1 257 Čechoslováků; 7 563 řím. kat., 269 evang., 121 čsl., 49 starokatol., 11 pravosl., 96 izrael., 131 bez vyzn.
5. ↑  z toho: Město Frývaldov 4 285 (Město Frývaldov 3 377, Gräfenberk 908), Ves Frývaldov 1 460, Svoboda 1 018, Ditrichštejn 1 488

V Jeseníku je evidováno 1 317 adres: 1 306 čísel popisných (trvalé objekty) a 11 čísel evidenčních (dočasné či rekreační objekty). Při sčítání lidu roku 2001 zde bylo napočteno 986 domů, z toho 948 trvale obydlených.

### Struktura populace

Věková struktura obyvatel obce Jeseník roku 2011
Rodinný stav obyvatel obce Jeseník roku 2011
Vzdělání obyvatel obce Jeseník roku 2011

## Církevní správa
Z hlediska římskokatolické církevní správy spadá celé město Jeseník pod farnost Jeseník. Ta je součástí děkanátu Jeseník diecéze ostravsko-opavské.
V Jeseníku dále sídlí:
- farní sbor Českobratrské církve evangelické, založený roku 1946 a patřící k moravskoslezskému seniorátu[11]
- náboženská obec Československé církve husitské, patřící k olomoucké diecézi
- pravoslavná církevní obec (s kaplí Zesnutí přesvaté Bohorodice, součást ostravského okružního protopresbyteriátu, olomoucko-brněnské eparchie)
- sbor Církve adventistů sedmého dne (součást Moravskoslezského sdružení)
- sbor Církve Nová naděje
- sbor Křesťanské společenství Jeseník

## Doprava
Jeseníkem vede peážní železniční trať Šumperk–Krnov. Ve městě je stanice této trati s názvem Jeseník.
Městem procházejí:
- silnice I. třídy číslo 44 z hraničního přechodu v Mikulovicích a České Vsi směrem na Bělou pod Pradědem, Velké Losiny a Rapotín, kde se napojuje na silnici číslo I/11,
- silnice I. třídy číslo 60 vedoucí z Jeseníku směrem na Uhelnou, Javorník a dále na státní hranici, odkud pokračuje jako silnice 382 do polského Pačkova,
- silnice II. třídy číslo 453 z Jeseníku na Rejvíz, Heřmanovice a Město Albrechtice,
- několik silnic III. třídy sloužících k místní komunikaci.

## Pamětihodnosti

### Kulturní památky

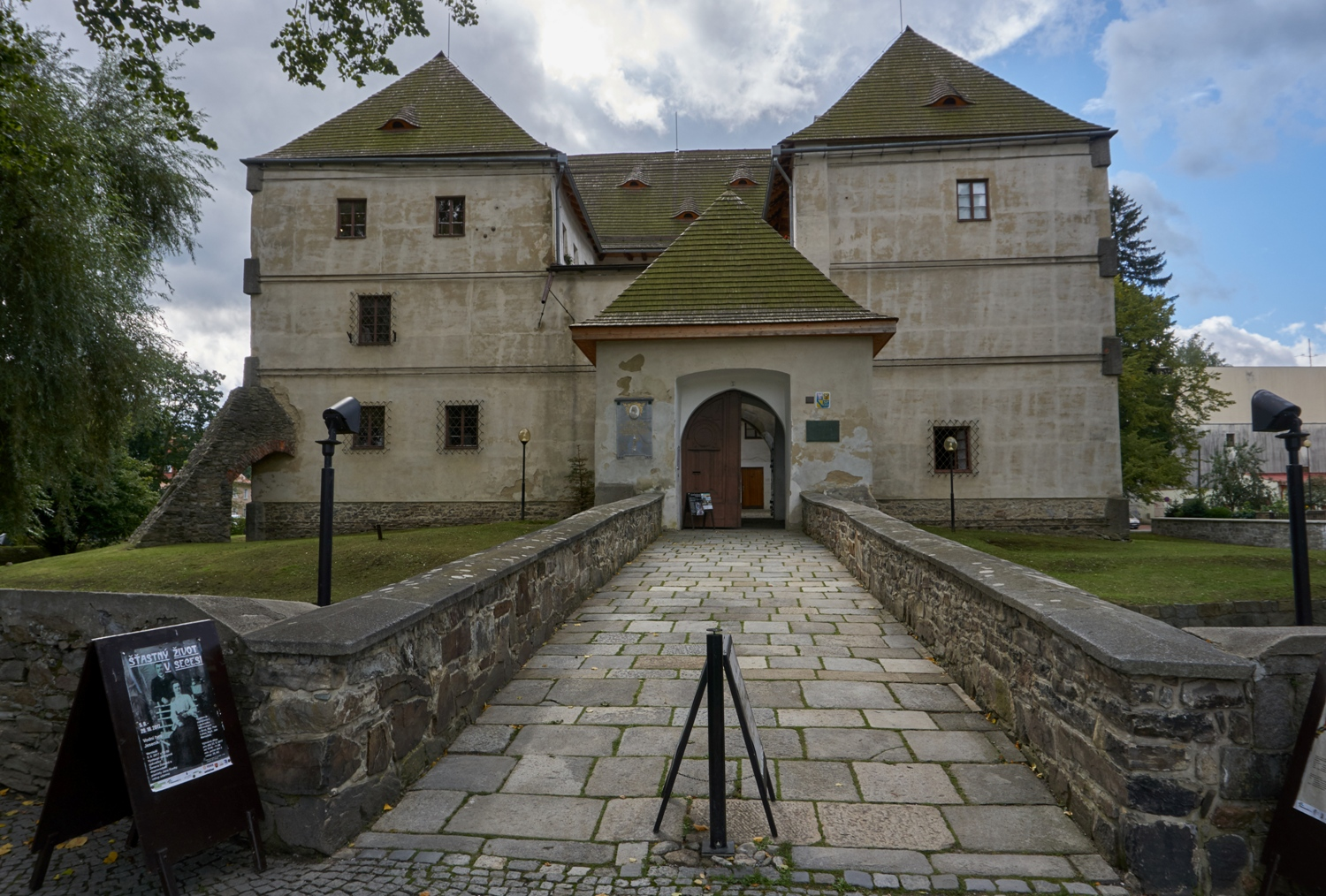
Vodní tvrz v Jeseníku

- Ripperova promenáda – 1160 metrů dlouhý okruh, na kterém se občas konají závody a soutěže, ale po většinu času se po ní procházejí návštěvníci lázní. Největší atrakcí je socha lva (Maďarský pomník), jehož ocasu se prý stačí dotknout, aby vám splnil přání.
- Vodní tvrz – zbudována počátkem 15. století na místě obytné věže asi z poloviny 13. století. Unikátní doklad pozdně gotické architektury. Původní stavba jednopatrová obdélná budova. Na přelomu 15. a 16. století přistavěna boční křídla a vystavěna dvoupatrová hranolová věž. Po požáru v roce 1727 tvrz upravena na zámek – přistavěno druhé patro, prolomena okna a věž snížena o dvě patra. Okolo tvrze suchý příkop, dříve naplněný vodou. Tvrz byla po většinu času v majetku vratislavských biskupů anebo jejich leníků. Od roku 1932 v ní sídlí Vlastivědné muzeum Jesenicka.[25]
- Radnice je v jádru renesanční budova z roku 1610. Nynější podoba pochází z roku 1710.
- Kostel Nanebevzetí Panny Marie – novorenesanční stavba z let 1882–1883. Postavena na místě starší později přestavované gotické stavby, o které je první písemná zmínka z roku 1418. Z původní stavby zachována část středověké věže a barokní západní fronta kostelní lodi. Hlavní novogotický oltář od sochaře Bernarda Kutzera.[25]
- Novorománský evangelický kostel
- Kaple kláštera a vzdělávacího ústavu voršilek z let 1896–1897 v novorománském stylu.
- Morový sloup Nejsvětější Trojice z roku 1721.
- Socha sv. Jana Nepomuckého na náměstí.
- Děkanský úřad u kostela s klasicistní fasádou a s kamennou deskou se znakem města z roku 1606.
- Dům číslo popisné 166 na Masarykově náměstí. První písemná zmínka o domě z roku 1702, v roce 1926 dům prošel přestavbou.

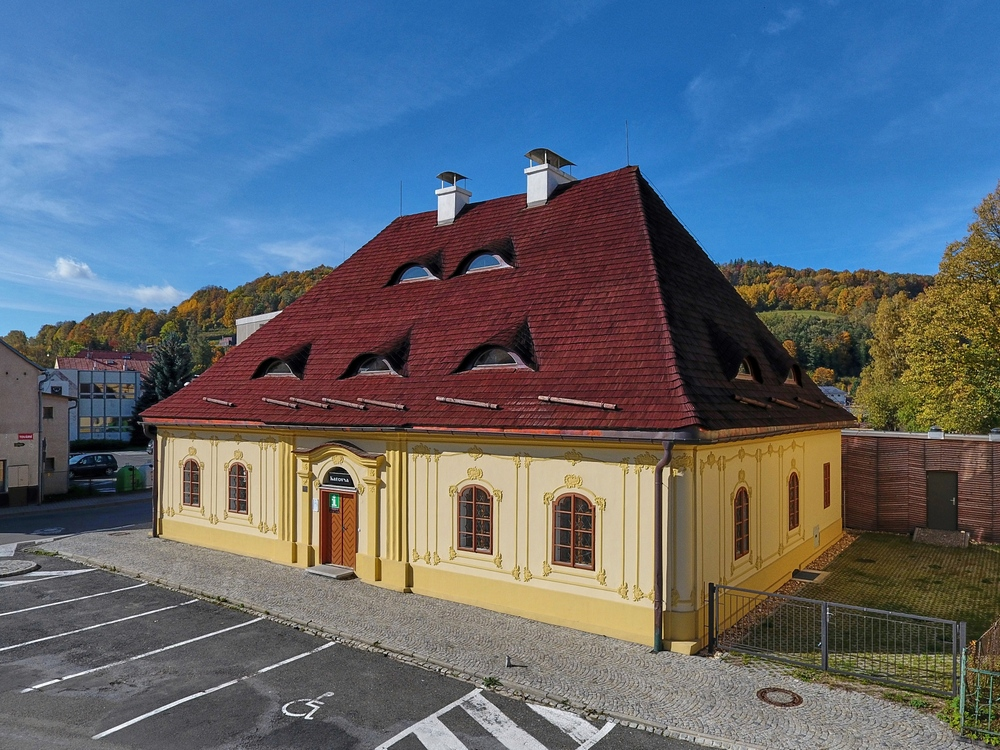
Katovna

- Dům číslo popisné 176 v Tovární ulici. Původně předměstský dům datovaný do roku 1782. Přízemní stavba s rokokovou fasádou, valbovou střechou a trojdílnou dispozicí. Dům je známý pod názvem Katovna. Obydlí kata zde však nikdy nebylo.[25]
- Dům číslo popisné 178 s empírovou fasádou, v něm do roku 1506 sídlil městský fojt, posléze zde byl výčep právovárečných měšťanů. Od roku 1912 zde bylo první kino ve městě.
- Vila Erwina Weisse číslo popisné 679 na Skupově ulici z let 1901–1903. Významný vilový dům v duchu anglické secese od vídeňských architektů Franze von Krausse a Josefa Tölka. Důsledně oddělena společenská část domu od intimní části. Z vnitřního vybavení dochována vstupní hala s dubovým schodištěm.[25]
- Cwrczekova vila – romantizující stavba z let 1899–1900 ve stylu hrádku s použitím prvků hrázděného zdiva.
- Dvě vily rodiny Regenhartů číslo popisné 672 a 339.
- Vilová čtvrť pod nádražím – několik architektonicky zajímavých vil např. číslo popisné 306, 307, 322, 324 nebo 28/319.
- Priessnitzův pomník ve Smetanových sadech od významného sochaře Josefa Obetha.
- Secesní most přes Bělou z let 1901–1902.
- Rodný dům Vincenze Priessnitze – dům číslo popisné 175 na místě původního rodného domu vystavěn roku 1822, patrně roku 1838 zvýšen o jedno patro.
- Priessnitzovo sanatorium z let 1909–1910 od významného architekta Leopolda Bauera. Třípatrová budova v novobarokním stylu, ale v detailu se secesními a historizujícími prvky. Uvnitř dochovaná ústřední hala se šnekovým schodištěm a velká jídelna. V letech 1928–1929 provedena od téhož autora přístavba, na které již autor upustil od historizujících reminiscencí a dekorativních detailů. Účast sochaře Josefa Obetha a jiných umělců na výzdobě.[25]
- Novogotická hrobka Vincenze Priessnitze, jeho ženy a dcery z roku 1853.
- Řada dalších lázeňských budov a pomníků (například Český, Polský, Francouzský pomník atd.).

### Přírodní památky
- Sluneční louka - neboli Jižní svah - v Česku ojedinělá kompozice, pojmenovaná „Cesta života“, kterou vytvořil v letech 1980–1985 brněnský sochař Jan Šimek. Autor se inspiroval až jesenickými útvary na Červené hoře, Vozkovi nebo Petrových kamenech.
- Jesenické prameny - v lesích okolo Studničního vrchu se nachází schůdné cesty s pomníky a léčebnými prameny.
- Řada skalních útvarů - Antonínovy skály, Čertovy kameny, Františkova skála, Hildina skála, Hydropatické skály, Medvědí kameny, Skalní odpočívadlo, Tereziny skály, Vilémovy Kameny, Vyhlídka Na Radosti
- Památné stromy: borovice vejmutovka v parku poblíž muzea, buk lesní ve Smetanových sadech, tzv. Hackenberkova lípa, dva jilmy před kavárnou U hradeb, tis v zahradě Villy Regenhart, "čarovný smrk" v lázních (s čarověníkem), lípa srdčitá na lázeňské kolonádě

Na území Jeseníka zasahují i:
- Chráněná krajinná oblast Jeseníky
- Ptačí oblast Jeseníky (pro jeřábka lesního a chřástala polního)
- Evropsky významná lokalita Rychlebské hory - Sokolský hřbet,

### Zajímavé stavby
Od Anglického pramene vede na Křížový vrch ke kapli svaté Anny Křížová cesta.

## Školství
Ve městě se nacházejí:
- čtyři mateřské školy (MŠ Karla Čapka, MŠ Jiráskova, MŠ Křižkovského a MŠ Kopretina)
- základní škola nižšího i vyššího stupně (1.–9. ročník),[26]
- základní škola pro žáky se zdravotním postižením a zdravotním znevýhodněním[27]
- gymnázium,[28] navazující na reálné gymnázium založené roku 1913
- Hotelová škola Vincenze Priessnitze a Obchodní akademie Jeseník [29] (vznikla z učňovské školy založené po roce 1945, nynější název nese od roku 2002)
- Střední průmyslová škola Jeseník,[30] založené roku 1985
- Střední škola gastronomie a farmářství,[31] založené roku 1952
- Základní umělecká škola Jeseník,[32] založená roku 1948
- Soukromá základní umělecká škola - taneční, s.r.o.,[33] jejíž specializací je výuka mažoretek
- Základní škola a Mateřská škola při Priessnitzových léčebných lázních a.s.,[34] založená roku 1992 pro dětské pacienty lázeňské léčebny Karolina i městské nemocnice
- Dětský domov Jeseník Lázně[35]

## Kultura
Město Jeseník oplývá bohatým kulturním životem, který byl historicky pozitivně ovlivněn bohatým průmyslem. Negativní dopady však na něj měla druhá světová válka a vysídlení Němců, případně odliv osobností v následujících desetiletích. O zajištění pestrého kulturního života se stará příspěvková organizace Městská kulturní zařízení Jeseník, která mají na starosti provoz Divadla Petra Bezruče, Knihovny Vincence Priessnitze, galerie Katovna a Kina Pohoda Jeseník. V Jeseníku také probíhal multikulturní festival česko-německé kultury V centru/Im centrum, od roku 2020 se pravidelně v září koná kulturní festival Jesnění. Tuto a další kulturní a komunitní akce má na starosti spolek Sudetikus.

## Osobnosti
- Karl Ditters von Dittersdorf (1739–1799), rakouský barokní hudební skladatel a hudebník
- Vincenz Priessnitz (1799–1851), zakladatel Lázní Jeseník a vodoléčby jako oboru
- Károly Khuen-Héderváry (1849–1918), rakousko-uherský politik; na konci 19. století i bán Chorvatska a dvakrát premiér Uherska
- Engelbert Kaps (1888–1975), slezský sochař působící na Jesenicku
- Věra Sládková (1927–2006), popsala dětství ve Frývaldově v novele Poslední vlak z Frývaldova (1. část románu Malý muž a velká žena), později zpracované v televizním seriálu Vlak dětství a naděje.
- Luboš Pospíšil (* 1950), český zpěvák a hudebník
- Kostas Zerdaloglu (* 1953), herec a režisér
- Jaromír Švejdík (* 1963), český zpěvák, skladatel, kytarista a výtvarník. Spolu s Jaroslavem Rudišem je autorem komiksu Alois Nebel a spolupracoval i na stejnojmenném filmu, k němuž složil i známou píseň Půlnoční, již nazpíval Václav Neckář.
- Petr Ševčík (* 1994), fotbalista

## Partnerská města
- Bojnice, Slovensko
- Hlucholazy, Polsko
- Neuburg an der Donau, Německo
- Nisa, Polsko

Jeseník dále spolupracuje také s Prahou 1.